# Ivan Rabb
Ivan Charles Rabb jr. (Oakland, 4 febbraio 1997) è un ex cestista statunitense.

## Carriera
È stato selezionato dagli Orlando Magic al secondo giro del Draft NBA 2017 (35ª scelta assoluta).

## Statistiche

### College
| Anno      | Squadra         | PG | PT | MP   | TC%  | 3P%  | TL%  | RP   | AP  | PRP | SP  | PP   |
| --------- | --------------- | -- | -- | ---- | ---- | ---- | ---- | ---- | --- | --- | --- | ---- |
| 2015-2016 | Calif. G. Bears | 34 | 34 | 28,7 | 61,5 | 50,0 | 66,9 | 8,5  | 0,9 | 0,5 | 1,2 | 12,5 |
| 2016-2017 | Calif. G. Bears | 31 | 30 | 32,6 | 48,4 | 40,0 | 66,3 | 10,5 | 1,5 | 0,7 | 1,0 | 14,0 |
| Carriera  | Carriera        | 65 | 64 | 30,6 | 54,4 | 40,9 | 66,6 | 9,4  | 1,2 | 0,6 | 1,1 | 13,2 |

### NBA

#### Regular Season
| Anno      | Squadra           | PG | PT | MP   | TC%  | 3P%  | TL%  | RP  | AP  | PRP | SP  | PP  |
| --------- | ----------------- | -- | -- | ---- | ---- | ---- | ---- | --- | --- | --- | --- | --- |
| 2017-2018 | Memphis Grizzlies | 36 | 5  | 14,3 | 56,6 | -    | 80,6 | 4,4 | 0,9 | 0,3 | 0,4 | 5,6 |
| 2018-2019 | Memphis Grizzlies | 49 | 13 | 14,7 | 54,7 | 20,0 | 71,0 | 4,2 | 1,1 | 0,3 | 0,3 | 5,8 |
| Carriera  | Carriera          | 85 | 18 | 14,6 | 55,5 | 20,0 | 74,3 | 4,3 | 1,0 | 0,3 | 0,3 | 5,7 |

### G League
| Anno      | Squadra         | PG | PT | MP   | TC%  | 3P%  | TL%  | RP   | AP  | PRP | SP  | PP   |
| --------- | --------------- | -- | -- | ---- | ---- | ---- | ---- | ---- | --- | --- | --- | ---- |
| 2017-2018 | Memphis Hustle  | 18 | 13 | 27,9 | 56,5 | 50,0 | 75,0 | 9,4  | 2,1 | 0,8 | 1,7 | 15,2 |
| 2018-2019 | Memphis Hustle  | 8  | 6  | 31,1 | 52,5 | 37,0 | 93,3 | 8,0  | 2,3 | 0,6 | 1,8 | 20,5 |
| 2019-2020 | Westch. Knicks  | 29 | 29 | 29,9 | 54,4 | 23,9 | 59,7 | 12,1 | 2,5 | 0,7 | 1,3 | 16,5 |
| 2020-2021 | Del. Blue Coats | 15 | 0  | 16,2 | 55,6 | 33,3 | 76,9 | 5,8  | 1,3 | 0,8 | 0,5 | 5,3  |
| Carriera  | Carriera        | 70 | 48 | 26,6 | 54,7 | 30,0 | 72,1 | 9,6  | 2,1 | 0,8 | 1,3 | 14,2 |

## Palmarès
- McDonald's All-American Game (2015)
- Jason Collier Sportsmanship Award (2020)